# Municipio de Black Loam
El municipio de Black Loam (en inglés, Black Loam Township) es un municipio del condado de LaMoure, Dakota del Norte, Estados Unidos. Tiene una población estimada, a mediados de 2022, de 43 habitantes.
Abarca una zona exclusivamente rural.

## Geografía
Está ubicado en las coordenadas 46°29′35″N 98°6′26″O / 46.49306, -98.10722. Según la Oficina del Censo de los Estados Unidos, tiene una superficie total de 93.32 km², de la cual 93.15 km² corresponden a tierra firme y 0.17 km² están cubiertos de agua.

## Demografía
Según el censo de 2020, en ese momento había 47 personas residiendo en la zona. La densidad de población era de 0.50 hab./km². La totalidad de los habitantes eran blancos. No había hispanos o latinos viviendo en la región.